# Пірамідс
«Пірамідс» (араб. نادي بيراميدز لكرة القدم) — єгипетський футбольний клуб, що базується в Каїрі, заснований 2008 року.

## Історія

### «Аль-Ассіуті Спорт»: 2008—2018
Клуб був заснований в 2008 році під назвою «Аль-Ассіуті Спорт» і представляв місто Асьют. В 2014 році клуб вперше вийшов до єгипетської Прем'єр-ліги. Втім у дебютному сезоні 2014/15 клуб виграв лише 2 гри з 38 і зайнявши передостаннє місце вилетів з вищого дивізіону. Лише 2017 року клуб повернувся у вищий дивізіон і у наступному сезоні зайняв 9-те місце.

### «Пірамідс»: з 2018 року
Влітку 2018 голова клуб придбав саудівець Туркі аль-Шейх, який перевіз її до столиці і значно збільшив бюджет команди. Також клуб змінив назву на «Пірамідс». 28 червня 2018 року головою клубу був призначений легендарний єгипетський футболіст Ахмед Хассан, а головним тренером колишній очільник «Ботафого» тренер Алберто Валентім, а вже у серпні команду очолив аргентинський чемпіон світу Рікардо Лавольпе.

## Тренери
| Ім'я             | Національність | З              | По             | І         | В         | Н         | П         | В%        | Примітки |
| Ім'я             | Національність | З              | По             | Результат | Результат | Результат | Результат | Результат | Примітки |
| ---------------- | -------------- | -------------- | -------------- | --------- | --------- | --------- | --------- | --------- | -------- |
| Алберто Валентім | Бразилія       | 1 липня 2018   | 16 серпня 2018 | 3         | 2         | 1         | 0         | 66,67     | [ 4 ]    |
| Рікардо Лавольпе | Аргентина      | 18 серпня 2018 | 29 жовтня 2018 | 7         | 3         | 3         | 1         | 42,86     | [ 5 ]    |
| Хоссам Хассан    | Єгипет         | 29 жовтня 2018 | 25 січня 2019  | 11        | 6         | 5         | 0         | 54,55     | [ 6 ]    |